# Alexandre Plantier
Pas d'image ? Cliquez ici

a Compétitions nationales et continentales officielles uniquement.

Dernière mise à jour le 30/11/2024.
Alexandre Plantier, né le 19 décembre 1991 à Rennes, est un joueur français de rugby à XV, évoluant au poste de pilier au Biarritz olympique.

## Biographie
Né à Rennes, Alexandre Plantier commence le sport en pratiquant le handball. C'est au lycée qu'il découvre le rugby, par l'intermédiaire d'un professeur de sport. Celui-ci l'incite à s'inscrire en club, et Alexandre Plantier rejoint alors le club des Bastruc's de Basse-Terre, où il s'installe rapidement dans l'équipe première. Il évolue alors en tant que troisième ligne ou ailier.
Lors de sa 2e année, au vu de ses performances, son entraineur chez les jeunes d'origine alsacienne, lui conseille de partir en métropole. Il arrive alors au RC Strasbourg, et évolue avec l'équipe junior et Fédérale B (équipe réserve). A Strasbourg, il est repositionné en tant que talonneur, et fait quelques apparitions à ce poste en Fédérale 1 dès sa deuxième année au club. Peu adroit au lancée en touche, il va finalement être repositionné en tant que pilier. A Strasbourg, il évolue principalement avec l'équipe réserve, avec laquelle il remporte le titre en 2015, mais fait aussi quelques apparitions en équipe première, qui remporte elle aussi son titre en fin d'année.
Après la saison 2014-2015, il quitte Strasbourg pour rejoindre le Stade nantais. Avec Nantes, il obtient la promotion de Fédérale 2 en Fédérale 1, puis s'installe comme un joueur important de l'équipe première. Il est titularisé à 39 reprises lors de ces quatre saisons de Fédérale 1 avec le club, principalement comme pilier, mais aussi de temps en temps en tant que talonneur. 
En 2020, il est alors appelé par le Stade aurillacois pour évoluer en Pro D2. Il devient rapidement une solution de rotation en équipe première, ayant joué 454 minutes à fin février 2021.
Après quatre saisons dans le Cantal, il s'engage pour trois ans au Biarritz olympique.

## Palmarès
- Fédérale 2 : 2014-2015